# Arenaria rhodia
Arenaria rhodia är en nejlikväxtart. Arenaria rhodia ingår i släktet narvar, och familjen nejlikväxter.

## Underarter
Arten delas in i följande underarter:
- A. r. cypria
- A. r. rhodia